# Enicmus africanus
Enicmus africanus es una especie de coleóptero de la familia Latridiidae.

## Distribución geográfica
Habita en Camerún.